# Елатохори (дем Катерини)
 Тази статия е за селото в дем Катерини.  За селото в дем Загори, вижте Елатохори (дем Загори).  
Елатохо̀ри или Скутѐрна (на гръцки: Ελατοχώρι, катаревуса: Ελατοχώριον, Елатохорион, до 1929 година Ελατούσα, Елатуса, до 1928 година Σκουτέρνα, Скутерна) е село в Северна Гърция, в дем Катерини, област Централна Македония.

## География
Селото е разположено на около 28 km западно от град Катерини, в планината Фламбуро (Пиерия). Елатохори е планински курорт, известен със ски пистите си.

## История
В 1779 година в старото село (Палеохори), е построена църквата „Свети Николай“.
В XIX век Скутерна е гръцко село в Османската империя. В 1913 година след Междусъюзническата война селото остава в Гърция. Според преброяването от 1913 година Скутерна има 71 жители. В 1928 година името на селото е сменено на Елатуса, а в следващата година – на Елатохори.
Населението традиционно произвежда жито и картофи и се занимава частично и със скотовъдство.
| Име                    | Име          | Ново име | Ново име | Описание                                          |
| ---------------------- | ------------ | -------- | -------- | ------------------------------------------------- |
| Сармаджа               | Σαρμάτζα     | Фунда    | Φούντα   | връх в Шапка на ЮЗ от Елатохори и на З от Ритини  |
| Кутлос                 | Κοϋτλος      | Котили   | Κοτύλη   | местност в Шапка на ЮЗ от Ритини                  |
| Даравинга или Дравинга | Νταραβίγκα   | Диасело  | Διάσελλο | връх в Шапка на ЮЗ от Ритини (1504 m)             |
| Палиогорца             | Παλιογκορτσά | Ахлада   | Άχλάδα   | връх в Шапка на ЮЗ от Елатохори и на СЗ от Ритини |
| Цернохова              | Τσερνόχοβα   | Одисевс  | Όδυσσεύς | връх в Шапка на Ю от Елатохори (733 m)            |
| Банга                  | Μπάγκα       | Дендри   | Δεντρί   | местност на И от Елатохори                        |

| Година    | 1913 | 1920 | 1928 | 1940 | 1951 | 1961 | 1971 | 1981 | 1991 | 2001 | 2011 | 2021 |
| --------- | ---- | ---- | ---- | ---- | ---- | ---- | ---- | ---- | ---- | ---- | ---- | ---- |
| Население | 617  | 822  | 760  | 1129 | 801  | 1009 | 944  | 796  | 681  | 715  | 533  | 447  |

## Личности
Родени в Елатохори
- Атанасиос Хасиотис (Αθανάσιος Χασιώτης), гръцки андартски деец, четник[11]